# ももち麗子
ももち 麗子（ももち れいこ、2月25日 - ）は、日本の漫画家。東京都出身。血液型はA型。

## 概要
デビュー作は「君におくるメモリー」。
『デザート』（講談社）にて10代の少女たちの心の闇を描いた「問題提起シリーズ」が注目を集め、テレビドラマ化もされた。同シリーズは累計600万部を突破している。
初期の「問題提起シリーズ」には短編作品が多かったが、初の複数巻の単行本が刊行された「であい」に続き、「きずな」（全12話）、「こころ」（全15話）を発表。連載期間はしだいに長くなってきている。
その後、『デザート』にて「いのち」を自身最長となる2年間連載。この作品は「こころ」までとは異なり「問題提起シリーズ」ではなく、単行本にも「問題提起作品集」の表記はない。
2011年4月から2012年2月にかけて、『デザート』にていじめをテーマとした新作「トモダチごっこ」を連載した。この作品には今までの作品とは異なりSF要素が取り入れられていて今までの作品とは異なる作風になっており、「いのち」同様「問題提起作品集」の表記もない。
2012年11月から2013年7月にかけて、『デザート』にて新作「デイジー 〜3.11 女子高生たちの選択〜」を連載した。この作品は小林照明・草薙だらい・信田朋嗣著の「ピエロ〜夜明け前〜」を原案とした作品で、東日本大震災後の福島県を舞台にした物語となっている。
2017年からは『Kiss』にて「大人の問題提起シリーズ」の執筆を開始。この作品は社会人女性・成人女性に起きている問題や社会問題を取り扱っており、パパ活や婚活、会社でのセクハラ問題などがテーマとして挙げられている。

## 作品リスト
- 問題提起シリーズ
  - あした
  - いたみ
  - ひみつ
  - めまい
  - うわさ
  - なみだ
  - とびら
  - であい（全2巻）
  - きずな（全3巻）
  - こころ（全4巻）
  - オフィシャルファンブック おもい
  - たった1人の君へ。〜イジメなんかに負けない!あなたをいやす5つのストーリー〜
  - 大人の問題提起シリーズ かわき
    - 『のんとマリの愛し方』（『Kiss』2017年7月号）収録
- 僕たちの未来
- 神様に見捨てられた20日間 監禁事件の行方[2]
- 本気泣き–ケータイ小説より泣ける読者体験手記–
- いのち（『デザート』2008年9月号 - 2010年8月号、全5巻）
- トモダチごっこ（『デザート』2011年3月号[3] - 2012年3月号）
- ひょっこりひょうたん島のある町
  - 東日本ふるさと物語（アンソロジー、2011、徳間書店）
- デイジー 〜3.11 女子高生たちの選択〜（『デザート』2012年11月号 - 2013年8月号、全2巻）
- ジンクス!!!（原作・まなべゆきこ、『ザ デザート』2013年11月号、全1巻）
- とけない恋とチョコレート（『デザート』2016年3月号 - 12月号、全2巻）

### 挿絵・イラスト
- ミステリー組におまかせ!（著：伊藤才見）
- ミステリー組におまかせ! 子守唄は魔のメロディー（同）